# Station Roquebrune-Cap-Martin
Station Roquebrune-Cap-Martin is een spoorwegstation in de Franse gemeente Roquebrune-Cap-Martin.